# ۳۲۲ (قمری)
۳۲۲ (قمری)، سیصد و بیست و دومین سال در گاهشماری هجری قمری است. اول محرم این سال برابر با بیست و هفتم دسامبر سال ۹۳۳ میلادی است.

## وابسته
- خلفای فاطمی